# Mainzi püspökök és érsekek listája
Az alábbi lista a Mainzi egyházmegye püspökeit, érsekeit tartalmazza.

## Mainzi püspökök (80–745)
| Püspök            | Uralkodott            | Megjegyzés |
| ----------------- | --------------------- | ---------- |
| Crescens          | püspök: 80 – †103     |            |
| Marinus           | püspök: 103 – †109    |            |
| Szent Crescentius | püspök: 109 – †127    |            |
| Cyriacus          | püspök: 127 – †141    |            |
| Hilarius          | püspök: 141 – †161    |            |
| I. Márton         | püspök: 161 – †175    |            |
| Celsus            | püspök: 175 – †197    |            |
| Lucius            | püspök: 197 – †207    |            |
| Gotthard          | püspök: 207 – †222    |            |
| Sophron           | püspök: 222 – †230    |            |
| I. Heriger        | püspök: 230 – †234    |            |
| Ruther            | püspök: 234 – †254    |            |
| Avitus            | püspök: 254 – †276    |            |
| Ignatius          | püspök: 276 – †289    |            |
| Dionysius         | püspök: 289 – †309    |            |
| I. Ruprecht       | püspök: 309 – †321    |            |
| Adalhard          | püspök: 321 körül     |            |
| Lucius Annæus     | püspök: 330 körül     |            |
| II. Martin        | püspök: 360 körül     |            |
| I. Sidonius       | püspök: ? – †386      |            |
| Sigismund         | püspök: 386 – †392    |            |
| Thaumatus         | püspök: 392 – †392    |            |
| Lupold            | püspök: 392 – †409    |            |
| Nicetas           | püspök: 409 – †417    |            |
| Marianus          | püspök: 417 – †427    |            |
| Aureus            | püspök: 427 – †443    |            |
| Eutropius         | püspök: 443 – †467    |            |
| Adalbald          | püspök: 467 – ?       |            |
| Nather            | püspök: ?             |            |
| (I.) Adalbert     | püspök: ?             |            |
| Lantfried         | püspök: ?             |            |
| II. Sidonius      | püspök: ? – †589      |            |
| I. Siegbert       | püspök: 589 – †610    |            |
| Ludegast          | püspök: 610 – †615    |            |
| Rudwald           | püspök: 615 – †615    |            |
| Lubald            | püspök: 615 – †625 k. |            |
| II. Siegbert      | püspök: 625 – †?      |            |
| Gerold            | püspök: ? – †743      |            |
| Gewielieb         | püspök: 743 – †745    |            |

## Mainzi érsekek (745–1803)
| Dinasztia               | Név                                         | Érsek                                   | Megjegyzés                                   |
| ----------------------- | ------------------------------------------- | --------------------------------------- | -------------------------------------------- |
| –                       | Szent Bonifác (*672)                        | érsek: 745 – †754. június 5.            |                                              |
| –                       | Lullus (*710 k.)                            | érsek: 755 – †786. október 16.          |                                              |
| –                       | Richholf                                    | érsek: 787 – †813. augusztus 9.         |                                              |
| –                       | Haistulf                                    | érsek: 813 – †825. december 28.         |                                              |
| –                       | Odgar                                       | érsek: 826 – †847. április 21.          |                                              |
| –                       | Hrabanus Maurus (*784)                      | érsek: 847 – †856. február 4.           |                                              |
| Karoling                | Károly (*825/830 k.)                        | érsek: 856 – †863. június 4.            | I. Pipin aquitániai király fia.              |
| –                       | Liudbert                                    | érsek: 863 – †889. február 17.          |                                              |
| –                       | Sunderhold                                  | érsek: 889 – †891. június 26.           |                                              |
| –                       | I. Hatto (*850 k.)                          | érsek: 891 – †913. május 15.            |                                              |
| –                       | II. Heriger                                 | érsek: 913 – †927. december 1.          |                                              |
| –                       | Hildebert                                   | érsek: 927 – †937. május 31.            |                                              |
| –                       | Frigyes                                     | érsek: 937 – †954. október 25.          | I. Reginár hainaut-i gróf fia.               |
| Liudolf                 | Vilmos (*929)                               | érsek: 954 – †968. március 2.           | I. Ottó német-római császár fia.             |
| –                       | II. Hatto                                   | érsek: 968 – †970. január 18.           |                                              |
| –                       | Rupert                                      | érsek: 970 – †975. január 13.           |                                              |
| –                       | Szent Willigis (*940 k.)                    | érsek: 975 – †1011. február 23.         |                                              |
| –                       | Erkanbald                                   | érsek: 1011 – †1021. augusztus 17.      |                                              |
| –                       | Aribo (*990 k.)                             | érsek: 1021 – †1031. április 6.         |                                              |
| –                       | Bardo (*980/981)                            | érsek: 1031 – †1051. június 11.         |                                              |
| –                       | Lipót                                       | érsek: 1051 – †1059                     |                                              |
| Eppensteini             | I. Siegfried                                | érsek: 1059 – †1084. február 16.        |                                              |
| –                       | Wezilo                                      | érsek: 1084 – †1088                     |                                              |
| -                       | Ruthart                                     | érsek: 1088 – †1109. május 2.           |                                              |
| Saabrückeni             | (II.) I. Adalbert                           | érsek: 1111 – †1137. június 23.         |                                              |
| Saabrückeni             | (III.) II. Adalbert                         | érsek: 1138 – †1141. július 17.         |                                              |
| –                       | Markolf                                     | érsek: 1141 – †1142. június 9.          |                                              |
| –                       | I. Henrik Félix (*1080 k.)                  | érsek: 1142 – †1153. szeptember 3.      |                                              |
| Selenhofeni             | Arnold (*1095/1100)                         | érsek: 1153 – †1160. június 24.         |                                              |
| Zähringen               | Rudolf (*1135 k.)                           | érsek: 1160-ban, †1191. augusztus 5.    | Lüttichi püspök: 1167–1191.                  |
| Buchi                   | I. Krisztián (*1130 k.)                     | érsek: 1160 – 1161, ld. alább           |                                              |
| Wittelsbach             | I. Konrád (*1120/1125)                      | érsek: 1161 – 1165, ld. alább           | I. Wittelsbach Ottó bajor herceg fivére.     |
| Buchi                   | I. Krisztián (2x)                           | érsek: 1165 – †1183. augusztus 23.      |                                              |
| Wittelsbach             | I. Konrád (2x)                              | érsek: 1183 – †1200. október 25.        |                                              |
| Scheinfeld              | II. Lipót                                   | érsek: 1200 – 1208, †1217. január 17.   |                                              |
| Eppensteini             | II. Siegfried (*1165 k.)                    | érsek: 1200 – †1230. szeptember 9.      |                                              |
| Eppensteini             | III. Siegfried (*1194)                      | érsek: 1230 – †1249. március 9.         |                                              |
| Weisenaui               | II. Krisztián (*1179)                       | érsek: 1249 – 1251, †1253               |                                              |
| Dhaun                   | I. Gerhard                                  | érsek: 1251 – †1259. szeptember 25.     |                                              |
| Eppensteini             | Werner (*1225 k.)                           | érsek: 1259 – †1284. április 2.         |                                              |
| Isny                    | II. Henrik (*1222)                          | érsek: 1286 – †1288. március 18.        |                                              |
| Eppensteini             | II. Gerhard (*1230 k.)                      | érsek: 1289 – †1305. február 25.        |                                              |
| Aspelti                 | Péter (*1245 k.)                            | érsek: 1306 – †1320. június 5.          |                                              |
| Buchecki                | Mátyás                                      | érsek: 1321 – †1328. szeptember 9.      |                                              |
| Interregnum 1328 – 1337 |                                             |                                         |                                              |
| Virneburgi              | III. Henrik (*1295 k.)                      | érsek: 1337 – 1346, †1353. december 21. |                                              |
| Nassaui                 | Gerlach (*1322)                             | érsek: 1346 – †1371. február 12.        |                                              |
| Luxemburgi              | I. János (*1342)                            | érsek: 1371 – †1373. április 4.         |                                              |
| Meisseni                | Lajos (*1340. február 25.)                  | érsek: 1374 – †1381. február 17.        | II. Frigyes meisseni őrgróf fia.             |
| Nassaui                 | I. Adolf (*1353)                            | érsek: 1381 – †1390. február 6.         |                                              |
| Weisenbergi             | II. Konrád (*1340 k.)                       | érsek: 1390 – †1396. október 19.        |                                              |
| –                       | Gottfried                                   | érsek: 1396 – 1397, †1397 után          |                                              |
| Nassaui                 | II. János (*1360 k.)                        | érsek: 1397 – †1419. szeptember 23.     |                                              |
| Dauni                   | III. Konrád (*1380 k.)                      | érsek: 1419 – †1434. június 10.         |                                              |
| Erbachi                 | Dietrich Schenk (*1390 k.)                  | érsek: 1434 – †1459. május 6.           |                                              |
| Isenburgi               | Diether (*1412)                             | érsek: 1459 – 1461, ld. alább           |                                              |
| Nassau                  | II. Adolf (*1423)                           | érsek: 1461 – †1475. szeptember 6.      |                                              |
| Isenburgi               | Diether (2x)                                | érsek: 1475 – †1482. május 7.           |                                              |
| Interregnum 1482 – 1484 |                                             |                                         |                                              |
| Henneberg               | Berthold (*1441/1442)                       | érsek: 1484 – †1504. december 21.       |                                              |
| Liebenstein             | Jakab (*1462)                               | érsek: 1504 – †1508. szeptember 15.     |                                              |
| Gemmingen               | Uriel (*1468. június 29.)                   | érsek: 1508 – †1514. február 9.         |                                              |
| Hohenzollern            | Albert (*1490. június 28.)                  | érsek: 1514 – †1545. szeptember 27.     | I. János brandenburgi választófejedelem fia. |
| Heusenstamm             | Sebestyén (*1508. március 16.)              | érsek: 1545 – †1555. március 18.        |                                              |
| Homburgi                | Dániel (*1523. március 22.)                 | érsek: 1555 – †1582. március 22.        |                                              |
| Dalbergi                | Farkas (*1538)                              | érsek: 1582 – †1601. április 5.         |                                              |
| Bickeni                 | János Ádám (*1564. május 27.)               | érsek: 1601 – †1604. január 11.         |                                              |
| Kronberg                | János Schweikhard (*1553. július 15.)       | érsek: 1604 – †1626. szeptember 17.     |                                              |
| Greiffenclau            | György Frigyes (*1573. szeptember 8.)       | érsek: 1626 – †1629. július 6.          |                                              |
| Umstadti                | Anzelm Kázmér Wambolt (*1579. november 30.) | érsek: 1629 – †1647. október 9.         |                                              |
| Schönborn               | János Fülöp (*1605. augusztus 6.)           | érsek: 1647 – †1673. február 12.        |                                              |
| Metternich-Burscheid    | Lothár Frigyes (*1617. szeptember 29.)      | érsek: 1673 – †1675. június 3.          |                                              |
| Leyen                   | Damján Hartard (*1624. március 12.)         | érsek: 1675 – †1678. december 6.        |                                              |
| Metternich-Winneburg    | Károly Henrik (*1622. július 15.)           | érsek: 1679 – †1679. szeptember 26.     |                                              |
| Ingelheim               | Anzelm Ferenc (*1634. szeptember 16.)       | érsek: 1679 – †1695. március 30.        |                                              |
| Schönborn               | Lothár Ferenc (*1655. október 4.)           | érsek: 1696 – †1729. január 30.         |                                              |
| Wittelsbach             | Ferenc Lajos (*1664. július 24.)            | érsek: 1729 – †1732. április 6.         | Fülöp Vilmos pfalzi választófejedelem fia.   |
| Eltz-Kempenich          | Fülöp Károly (*1665. október 26.)           | érsek: 1732 – †1743. március 21.        |                                              |
| Ostein                  | János Frigyes (*1689. július 6.)            | érsek: 1743 – †1763. június 4.          |                                              |
| Breidbach               | Imre József (*1707. november 12.)           | érsek: 1763 – †1774. június 11.         |                                              |
| Erthal                  | Frigyes Károly (*1719. január 3.)           | érsek: 1774 – †1802. július 25.         |                                              |
| Dalberg                 | Károly Tivadar (*1744. február 8.)          | érsek: 1802 – 1803, †1817. február 10.  |                                              |

## Mainzi püspökök (1802– napjaink)
| Püspök                                              | Uralkodott                                         | Megjegyzés |
| --------------------------------------------------- | -------------------------------------------------- | ---------- |
| Joseph Ludwig Colmar (*1760. június 22.)            | püspök: 1802 – †1818. december 15.                 |            |
| Interregnum 1818 – 1830                             |                                                    |            |
| Joseph Vitus Burg (*1768. augusztus 27.)            | püspök: 1830 – †1833. május 22.                    |            |
| Johann Jakob Humann (*1771. május 7.)               | püspök: 1833 – †1834. augusztus 19.                |            |
| Peter Leopold Kaiser (*1788. november 3.)           | püspök: 1834 – †1848. december 30.                 |            |
| Interregnum 1848 – 1850                             |                                                    |            |
| Wilhelm Emmanuel von Ketteler (*1811. december 25.) | püspök: 1850 – †1877. július 13.                   |            |
| Interregnum 1877 – 1886                             |                                                    |            |
| Paul Leopold Haffner (*1829. január 21.)            | püspök: 1886 – †1899. november 2.                  |            |
| Heinrich Brück (*1831. október 25.)                 | püspök: 1899 – †1903. november 5.                  |            |
| Georg Heinrich Maria Kirstein (*1858. július 2.)    | püspök: 1904 – †1921. április 15.                  |            |
| Ludwig Maria Hugo (*1871. január 19.)               | püspök: 1921 – †1935. március 30.                  |            |
| Albert Stohr (*1890. november 13.)                  | püspök: 1935 – †1961. június 3.                    |            |
| Hermann Volk (*1903. december 27.)                  | püspök: 1962 – 1982, †1988. július 1.              |            |
| Karl Lehmann (*1936. május 16.)                     | püspök: 1983 – 2016. május 16., †2018. március 11. |            |
| Peter Kohlgraf (*1967. március 21.)                 | püspök: 2016 – napjaink                            |            |

## Fordítás
- Ez a szócikk részben vagy egészben  a   Liste der Bischöfe von Mainz című német Wikipédia-szócikk fordításán alapul.  Az eredeti cikk szerkesztőit annak laptörténete sorolja fel. Ez a jelzés csupán a megfogalmazás eredetét és a szerzői jogokat jelzi, nem szolgál a cikkben szereplő információk forrásmegjelöléseként.